# Neumühle (Halle (Saale))

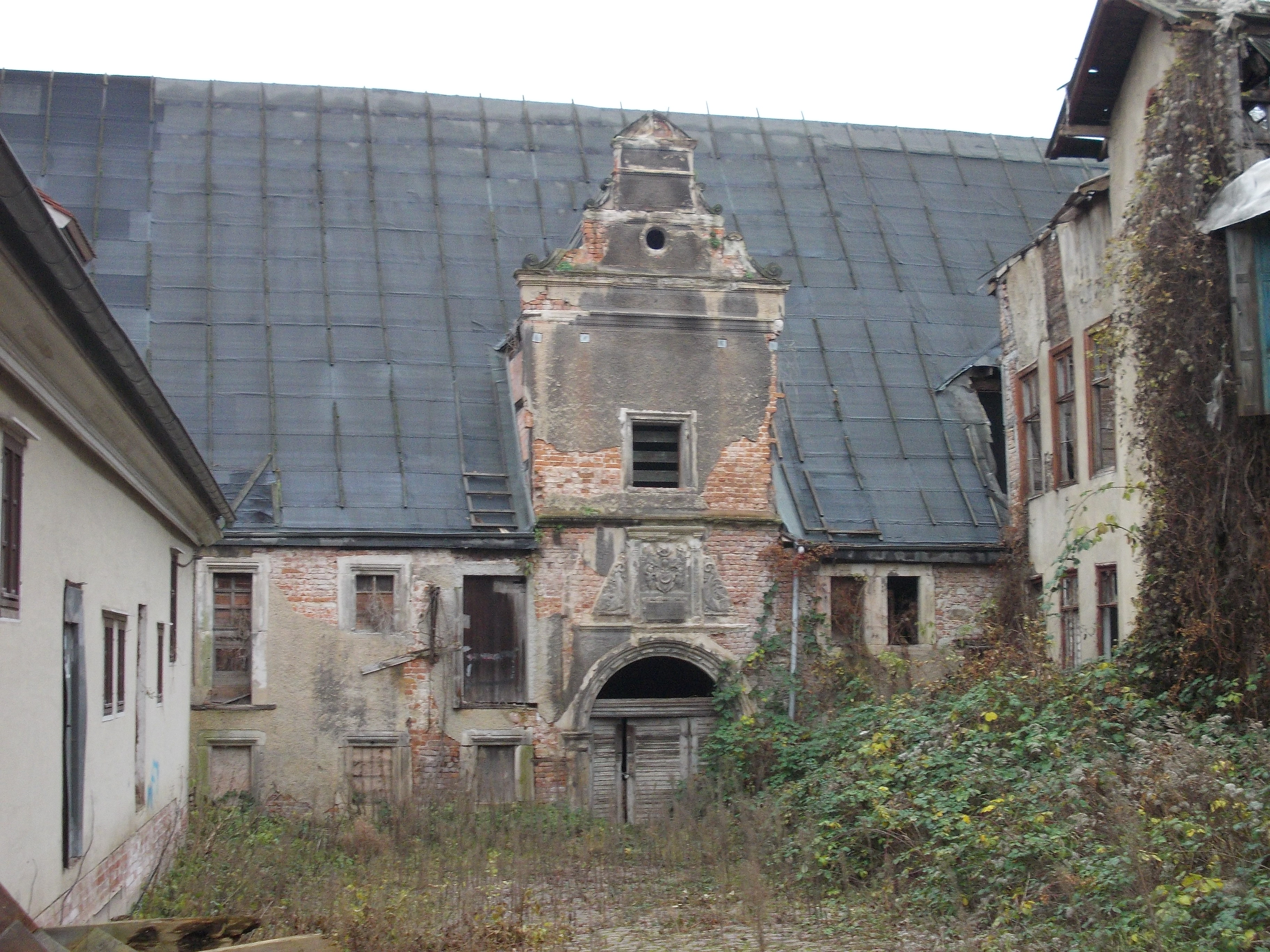
Blick von Osten in den Hof, Dezember 2013

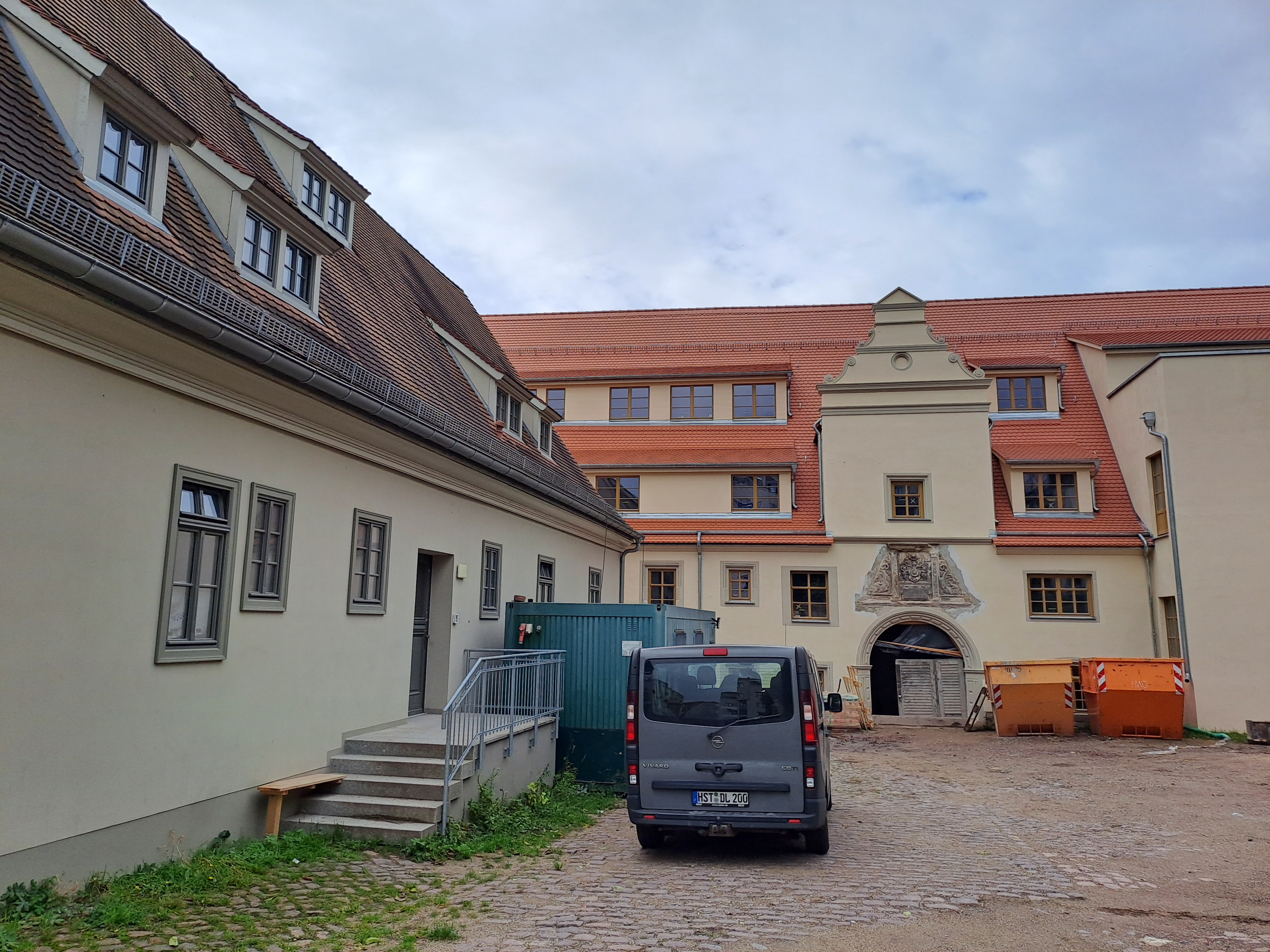
Blick in den Hof, Oktober 2023

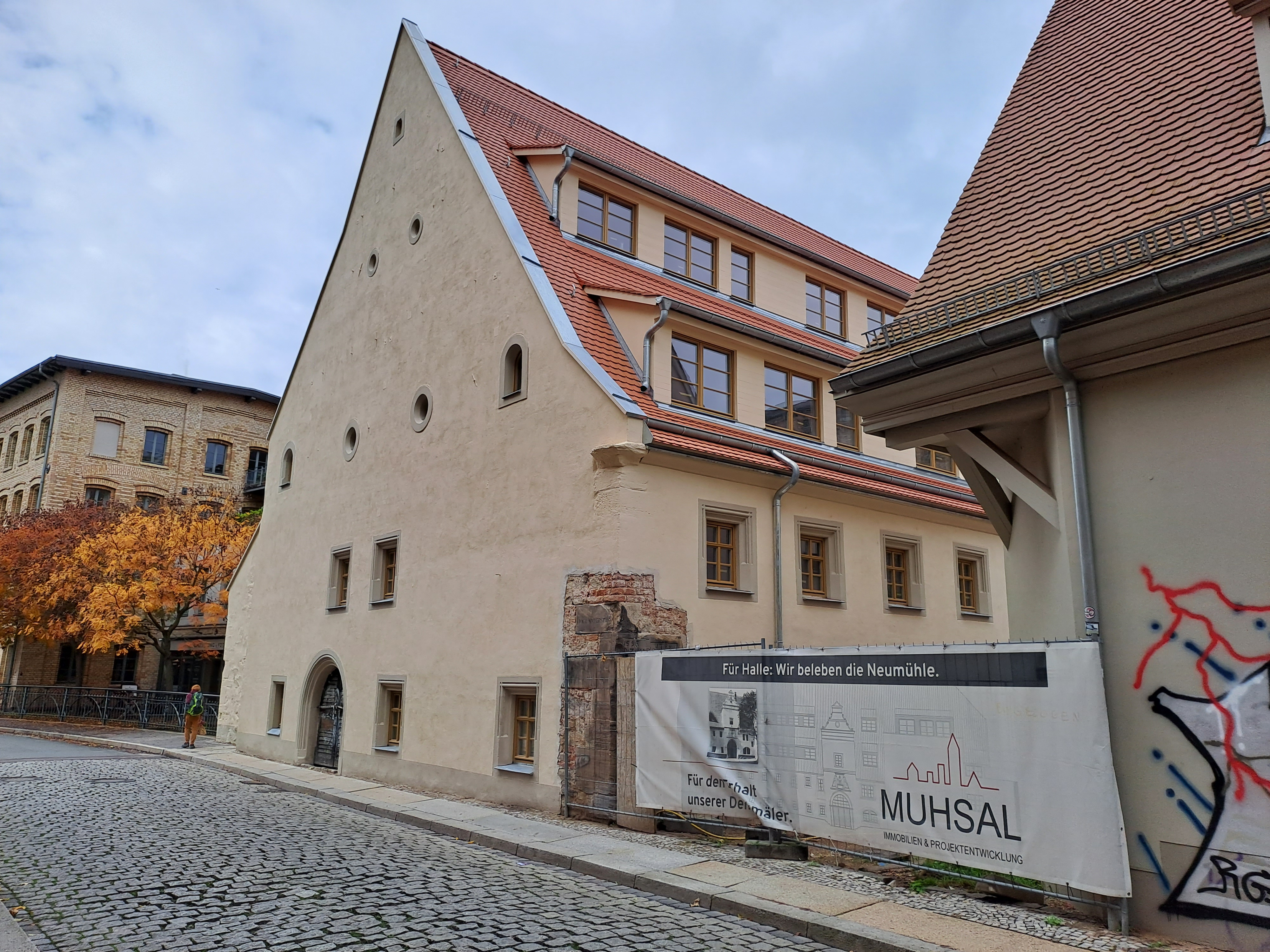
Ansicht von der Mühlpforte im Süden, Oktober 2023

Die Neumühle in Halle (Saale) ist eine ehemalige Getreidemühle, die 1283 erstmals erwähnt und  im Jahr 1582 neu erbaut wurde. Im Denkmalverzeichnis der Stadt Halle ist die Mühle unter der Erfassungsnummer 094 04884  verzeichnet.

## Lage
Die Neumühle (Schlossberg 1) befindet sich an der äußeren westlichen Begrenzung der halleschen Altstadt am östlichen Ufer des Mühlgrabens, einem Seitenarm der Saale. Hier erstreckt sich zwischen der Moritzburg und dem Domhügel eine Talsenke, zu der drei Straßen hinunterführen: Die Straße Schlossberg von der Moritzburg im Norden, die Mühlgasse vom Dom im Süden und die Straße Mühlberg von der Kleinen Ulrichstraße im Osten. Die Straße Mühlpforte, an der die südliche Giebelseite des Mühlengebäudes grenzt und die vom Westen über den Mühlgraben führt, hat ihren Namen nach einer ehemals dort befindlichen Pforte in der Stadtbefestigung.

## Geschichte
Die erste Mühle wurde um 1280 von den Dominikanermönchen des nahegelegenen Klosters St. Pauli errichtet und ist die älteste von ursprünglich fünf Mühlen eines ehemaligen Mühlenkomplexes. Die erste urkundliche Erwähnung der Mühle im Jahr 1283 betrifft ihren Verkauf an das Kloster Neuwerk, dessen alte Mühle in Glaucha stillgelegt wurde, daher der Name „Neumühle“ (novum molendinum).
Fast 200 Jahre später, im Jahre 1465 wurde die Stadtbefestigung verstärkt; die Stadt ließ eine neue Mauer um die Neumühle erbauen, was auch zu einem Neubau der Mühle führte und die teilweise Integrierung der Mühle in die Stadtmauer. Mit Auflösung des Klosters Neuwerk im Jahr 1528 übergab Kardinal Albrecht von Brandenburg am 25. Juli 1529 die Neumühle, wie auch die benachbarte Walkmühle, der Stadt Halle. Als Gegenwert musste die Stadt dem Neuen Stift jährlich 12 gemästete Schweine liefern, ab 1538 statt der Schweine 60 Gulden.
1582 wurde sie wegen Baufälligkeit abgerissen und von der Stadt völlig neu erbaut. 1635 wird der Eselstall errichtet. Seit 1670 ist ein Wohnhaus an der Mühle archivalisch nachweisbar, auch das Speichergebäude im Süden könnte als Zeughaus Erwähnung gefunden haben. Um 1700 hat die Mühle 7  Mahlgänge und 1 Graupen- und Schrotmühle, sowie unterschlächtige  Wasserräder.
Seit 1714 ging die Mühle als königliches Erbzinsgut an die Stadt Halle, die sie für jeweils sechs Jahre an einen Müller verpachtete. In den Jahren 1715, 1769, 1817  und 1840 erfolgten größere Reparaturen und Umbauten, teilweise mit Fachwerk.
Um Unterhaltsbelastungen zu entgehen, gab die Stadt 1840 die Neumühle zusammen mit der Bäckermühle in Erbpacht an den Mühlenbesitzer C.F. Otto. 1854 wird die Mühle endgültig Privateigentum. Weineck und Jung sind weitere Mühlenbesitzer. Statt der Mühlsteine wurden nun Porzellanwalzen und Hartgusswalzen eingeführt.
Der Abriss der Stadtmauer 1903 verlangte wiederum bauliche und technische Veränderungen. Da sich im Zeitalter der Industriemüllerei die kleine Neumühle gegen ihre großen Konkurrenten nicht behaupten konnte, erfolgte 1908 die Übernahme durch die Hildebrandschen Mühlenwerke AG aus Böllberg, die beide Mühlen für 200 000 Mark erstehen. Sie werden gänzlich umgebaut, zwei Turbinen werden jetzt zum Mahlen eingesetzt. In den 1920er Jahren musste der Betrieb aus Rentabilitätsgründen eingestellt werden.

## Baubeschreibung

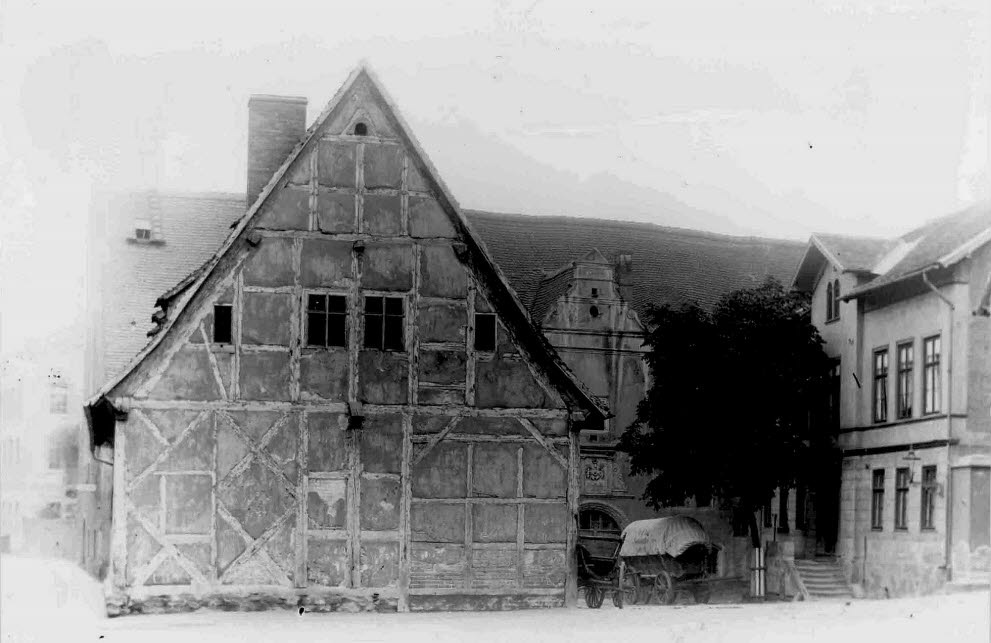
Blick in den Hof der Neumühle, Gottfried Riehm, um 1900

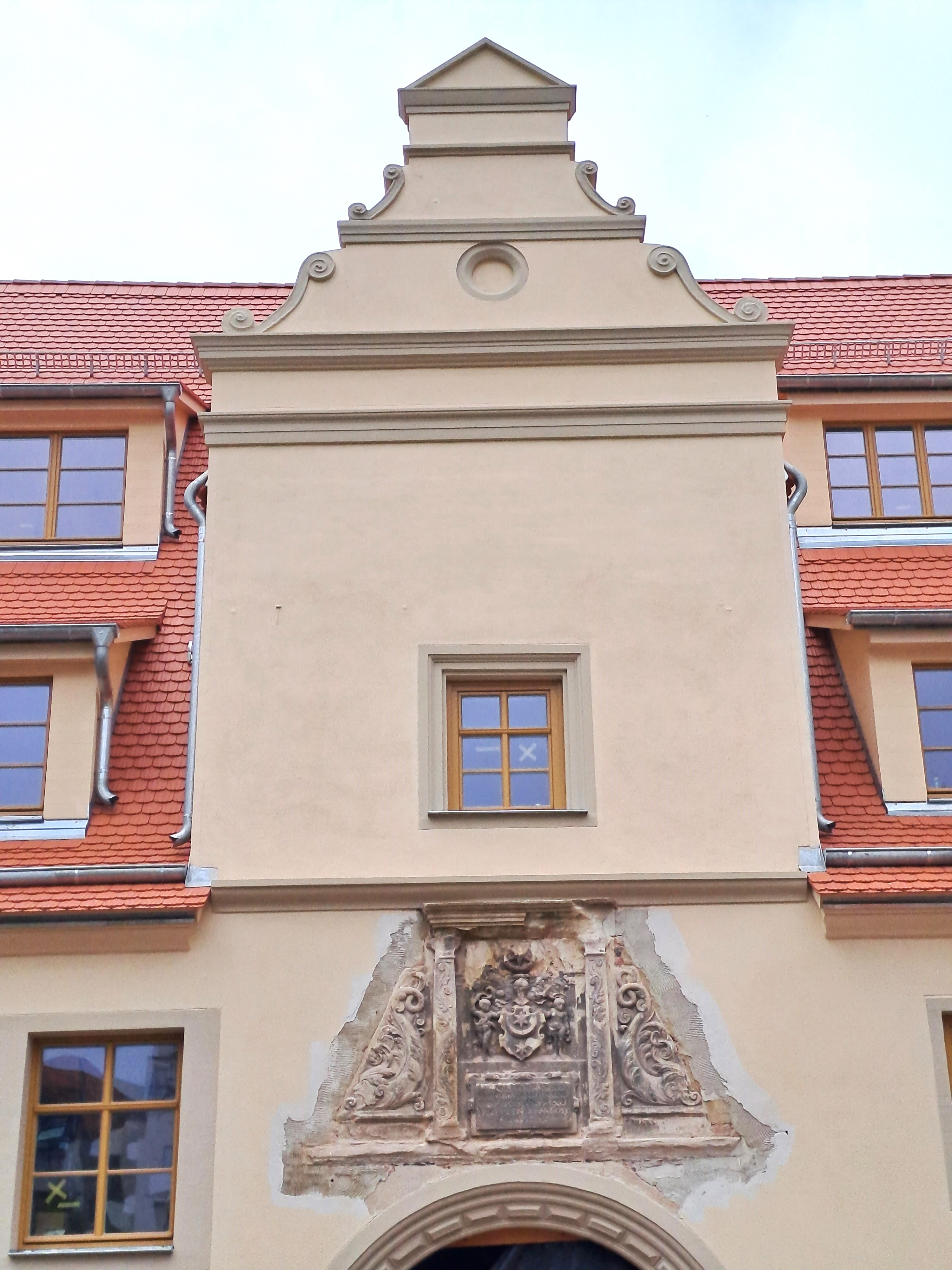
Renaissance-Giebel an der östlichen Langseite, Oktober 2023

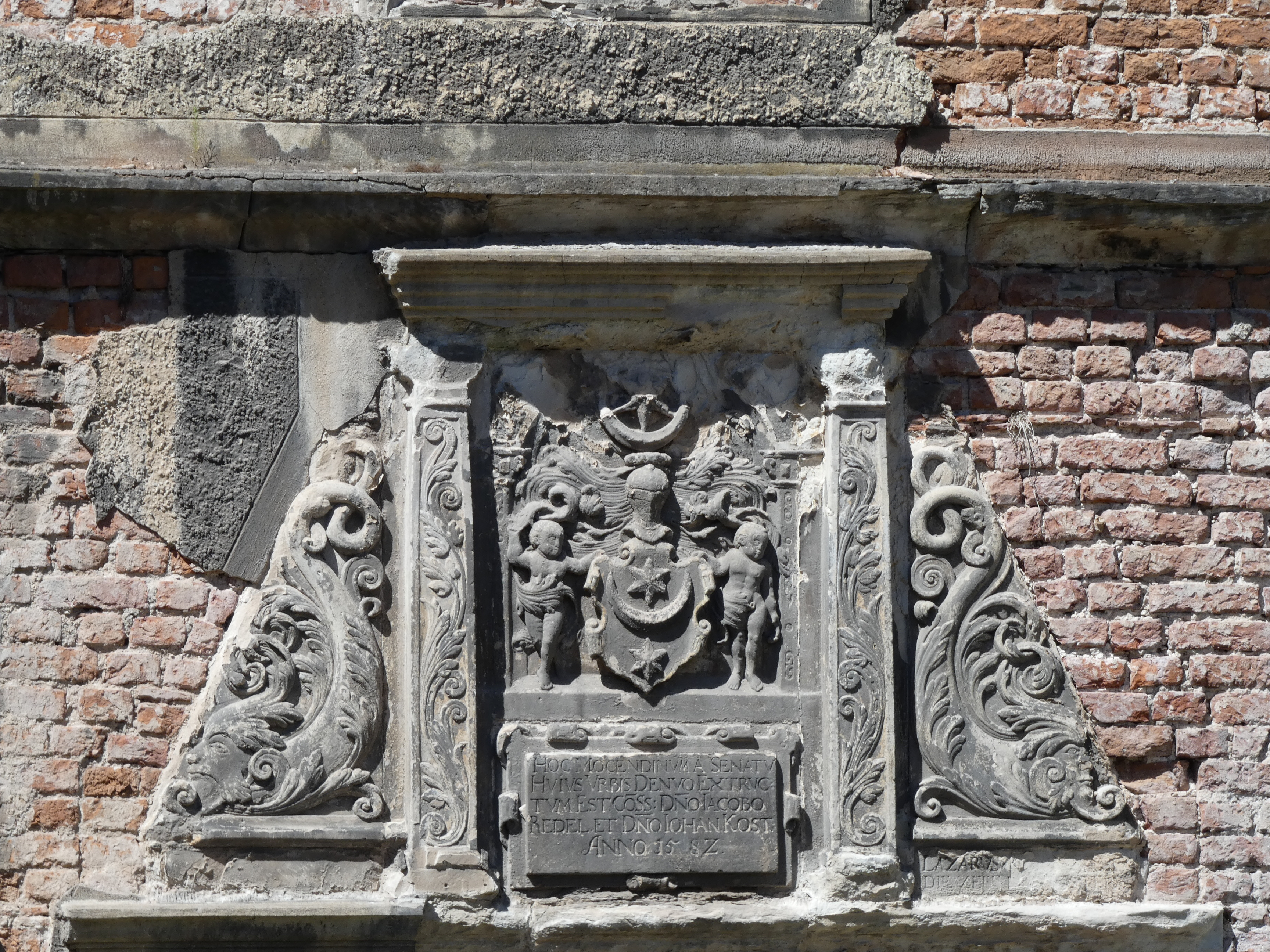
Wappentafel mit Inschrift, Juni 2018

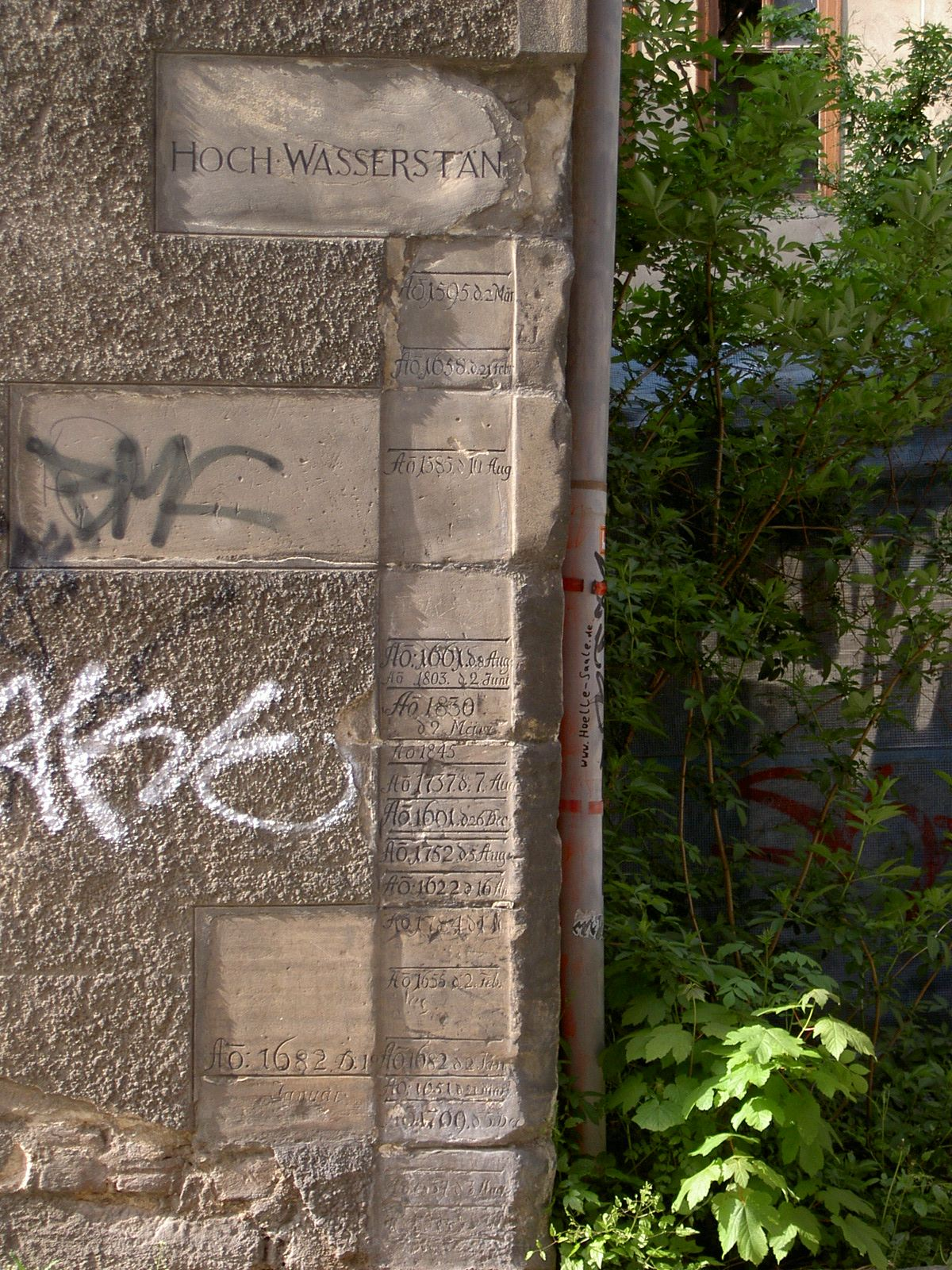
Wasserstandsmarken der Saale an der Südostecke der Mühle

Ursprünglich bestand der Komplex der Neumühle aus fünf Gebäuden, von denen heute noch zwei, das Mühlenhauptgebäude im Osten und der Speicher im Süden, vorhanden sind. Mit dem 2016 abgerissenen Wohngebäude im Norden wurde ursprünglich ein Hof umgrenzt, der sich nach dem Osten auf einen kleinen Platz öffnet. Die Abgrenzung des Innenhofes mit Gitter und kugelbekrönten Pfeilern stammt aus dem Jahr 1910. Nördlich hinter dem Wohnhaus befand sich ein weiterer Innenhof, der im Norden von einem Stallgebäude und im Osten vom Eselstall begrenzt wurde.
Das Hauptgebäude, das parallel zum Mühlgraben steht, ist ein langgestreckter zweistöckiger massiver Putzbau aus Ziegeln, der fünf Etagen umfasst, davon drei im steilen Satteldach. Am Haupteingang im Innenhof befindet sich ein aufwendiges Portal in Renaissanceformen mit dem für die Zeit typischen Schweifgiebel.
Über dem Portal wurde eine prunkvolles Wappenfeld aus Sandstein angebracht. Ornamentierte Pilaster und Gesimse rahmen das Wappen der Stadt Halle ein, das von zwei Putten gehalten wird. Unter dem Wappen befindet sich ein erhabenes Schriftfeld  mit einer Inschrift. Seitlich der Pilaster sind zwei kleine Sockel mit Delphinen und Blattornamenten, unter denen zwei weitere zweizeilige Inschriften verlaufen. Die Inschrift links ist verloren gegangen, die rechte ist stark beschädigt.
Unter Berücksichtigung der Lesung  älterer Autoren besagen die Inschriften, dass im ersten gemeinsamen Amtsjahr der Ratsmeister Jakob Redel und Johann Kost und unter der Aufsicht der Ratsbaumeister Lazarus Kost und Andreas Glaser die Neumühle im Jahr 1582 neu erbaut worden ist. An einer nicht mehr vorhandenen Inschrift sollen laut Gottfried Olearius sich auch die Initialen N.H. befunden haben, was nach Gustav Schönermark auf eine Mitwirkung von Nickel Hoffmann schließen lässt.
Ein mächtiger Giebel mit profiliertem Rundbogenportal und tief heruntergezogenem Satteldach, auffälligen Okuli und Fenstern mit profilierter Rahmung dominieren die zur Mühlpforte gewandte südliche Seite.
Die zum Mühlgraben gewandte Westfassade wurde durch die Veränderungen in der Mühltechnik oft umgebaut und bezeugt den Bauzustand am Anfang des 20. Jahrhunderts.
Südlich wird die Mühle von einem vermutlich im 18. Jahrhundert entstandenen barocken Speicher flankiert.
An der Südostecke der Außenmauer sind Hochwassermarken eingehauen, die älteste aus dem Jahr 1585, die jüngste Flutmarke aus dem Jahr 1854. Mindestens 29 Hochwasser sind an der Mühle, auch an Pfeilern im Inneren, verzeichnet.

## Weitere Entwicklung nach Stilllegung
Nach der Stilllegung in den 1920er Jahren verwahrlosten die Anlagen schnell, so dass man 1938 sogar einen Abbruch erwog, um einen guten Ausblick auf die Moritzburg zu haben.
In der DDR diente sie vor allem als Werkstatt und als Lager des VEB Burger Bekleidungswerke. In den 1970er Jahren gab es das Vorhaben, die Neumühle zum Studentenklub der Universität umzugestalten, was man aus brandschutztechnischen Gründen wieder verwarf.
Zur Wende im Jahre 1989 war der historische Mühlen-Komplex bereits stark verfallen. Durch den Arbeitskreis Innenstadt e.V. wurden erste Notsicherungen vorgenommen. 1993 begannen erste Maßnahmen durch die Stadt, die aber aufgrund ungeklärter Eigentumsverhältnisse wieder eingestellt wurden.
Mitte der 1990er Jahre sicherte man schließlich für mehr als 1,35 Millionen Euro das Mühlendach und die Hülle des Speichers. Pläne, die Gebäude als Hotel- und Restaurantkomplex oder Bildungszentrum umzunutzen, scheiterten. Ende 2015 wurden dem gegenwärtigen privaten Eigentümer 650.000 Euro zur Sanierung bewilligt. Wegen Baufälligkeit brach man Anfang 2016 das nördliche Nebengebäude, das Müllerwohnhaus, zusammen mit den zwei Stallgebäuden ab.
2019 wurde die Sanierung des ehemaligen Kornspeichers im Süden mit dem Einbau von neun Studentenwohnungen durch einen Rostocker Investor abgeschlossen. Seit ca. 2020 wird auch das Hauptgebäude der Neumühle zu einem Wohnhaus umgebaut. Die auf drei Etagen geplanten Wohnungen sollen Ende 2023 bezugsfertig sein.